# Koosa järv
Koosa järv är en sjö i östra Estland. Den ligger i Peipsiääre kommun i landskapet Tartumaa, 180 km sydost om huvudstaden Tallinn. Koosa järv ligger 30 meter över havet. Arean är 2,8 kvadratkilometer. I dess omgivning är det mycket sankt och sjön ligger nära floden Emajõgis utflöde i Peipus. Koosa järv såväl tillförs vatten som avvattnas av vattendraget Kargaja jõgi som via Koosa jõgi mynnar i Peipus. Den stora sjön Peipus ligger på samma altitud och de avvattnande vattendragens fallhöjd är nära noll, varför Koosa järv är en fiskrik sjö med ungefär samma fauna som Peipus. Kossa järv är grund, största djup endast 1,9 meter, och vegetationsrik.